# Керрикил

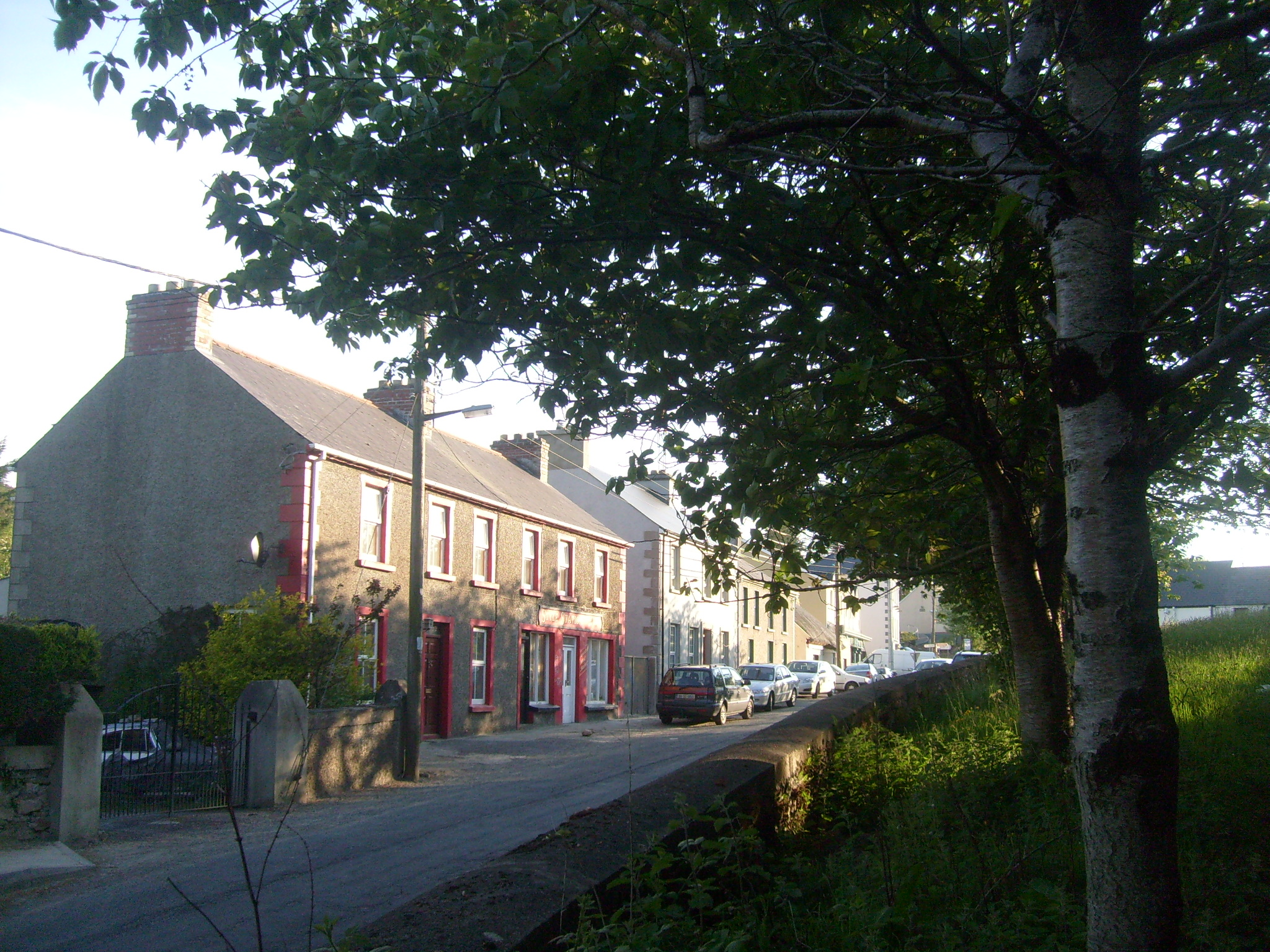

Керрикил (англ. Kerrykeel; ирл. An Cheathr Chaol) — деревня в Ирландии, находится в графстве Донегол (провинция Ольстер).